# Bultaco TSS
La Bultaco TSS è una motocicletta da competizione costruita dalla casa spagnola Bultaco dal 1960 al 1970. Prodotta nelle cilindrate 125, 175, 200, 250 e 350 cm³, prese parte al motomondiale dal 1961 al 1969.

## Storia

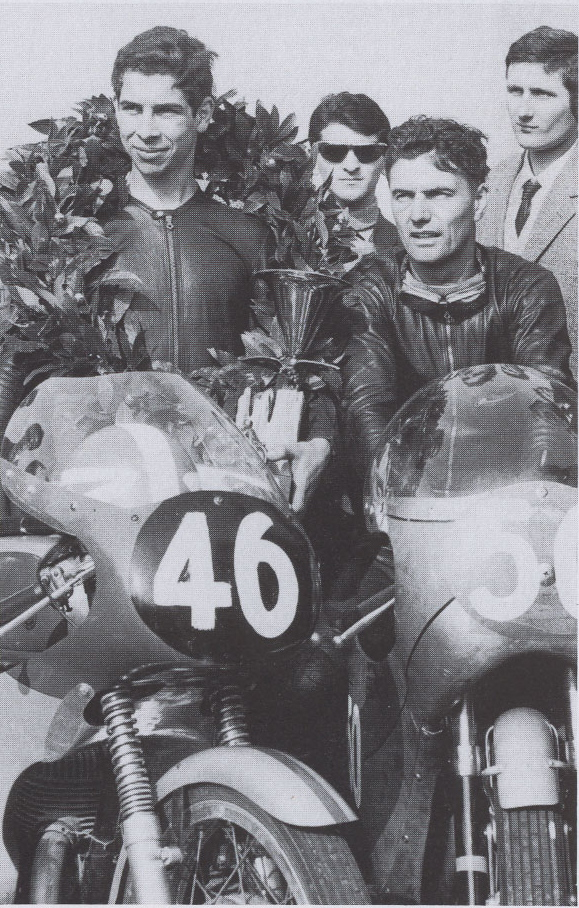
Modena, 1963: Ramón Torras (a sinistra) porta per la prima volta alla vittoria la TSS nella 125. Assieme a lui Jim Redman, secondo classificato su Honda.

Come indicato dalla sigla "TSS", acronimo di "Tralla Super Sport", si tratta della versione da gara della "Tralla 125", primo modello costruito dalla neonata Bultaco.
La prima TSS, prodotta nel 1960, fu la prima motocicletta da competizione ad essere venduta al pubblico.
Era equipaggiata con un motore monocilindrico da 125 cm³ raffreddato ad aria, capace di erogare 20 bhp (20,3 CV) a 10.300 giri/min. L'alimentazione era affidata a un carburatore Spanish Arbeo, un Dell'Orto SSt 29A prodotto su licenza. Originariamente il cambio era a soli 4 rapporti, che furono aumentati a 6 dal 1962. Il serbatoio, con una capacità di 14 litri, e la carenatura erano in fibra di vetro
Il telaio si attirò molte critiche per il peso elevato. Nonostante ciò, complice il basso prezzo, la TSS era considerata la miglior moto da competizione accessibile da un privato. Già nella prima stagione di corse, una TSS si aggiudicò il 6º posto all'Ultra-Lightweight TT. Pilotata da Ralph Renson, registrò una sorprendente media di 83,26 mph (133,96 km/h).
Già dalla fine del 1961 la TSS fu prodotta in cilindrate maggiori. Alla fine dello stesso anno, infatti, il pilota Ken Martin chiese una TSS portata a 175 cm³, seguito dal britannico Dan Shorey, già possessore di una TSS 125, che chiese una TSS portata a 196 cm³. La TSS 200 prese parte alla stagione 1962 nella classe 250, ottenendo risultati di rilievo nonostante la cilindrata superiore delle avversarie. Shorey, che prese parte a sole 4 gare, giunse 4° al Gran Premio di Spagna e al Gran Premio di Francia e 6° al TT e al Gran Premio della Germania Est. Il miglior risultato della TSS 125 fu invece un 4º posto al Gran Premio d'Argentina, ottenuto dal pilota argentino Limburg Moreira. Sempre nel 1962 la TSS conquistò la vittoria nella classe 125 della 24 Ore di Barcellona.
Per la stagione 1963 la potenza della 125 crebbe a 24 bhp (24,3 CV) a 10.300 giri/min, mentre fu realizzata una versione migliorata del 200, che garantiva or 30 bhp (30,4 CV) a 9500 giri/min e ingombri minori. Il 1963 iniziò con una vittoria del catalano Ramón Torras a Modena nella classe 125. La classe 250 fu dominata dalla Honda RC163 4 cilindri, dalla Moto Morini 250 GP e dalla Yamaha TZ 250, che ottennero le prime 3 posizioni nel mondiale. La TSS non riuscì mai ad andare a punti. I migliori risultati della stagione furono colti nella classe 125, dove nell'ultima prova del mondiale, il Gran Premio d'Argentina, la TSS ottenne il 2º e 3º posto con gli argentini Héctor Pochettino e Aldo Caldarella. Nel 1964 fu prodotta una nuova TSS equipaggiata con un 244 cm³ raffreddato a liquido, che sebbene condivideva diversi componenti del 200, era comunque un progetto nuovo. La TSS 250 prese parte ad alcune gare minore nel 1964, ma il debutto nel mondiale avvenne solo nel 1965. Nella stagione 1964 l'unico risultato di rilievo raccolto dalla 200 fu un 3º posto al Gran Premio degli Stati Uniti, ottenuto dallo statunitense Bo Gehring.

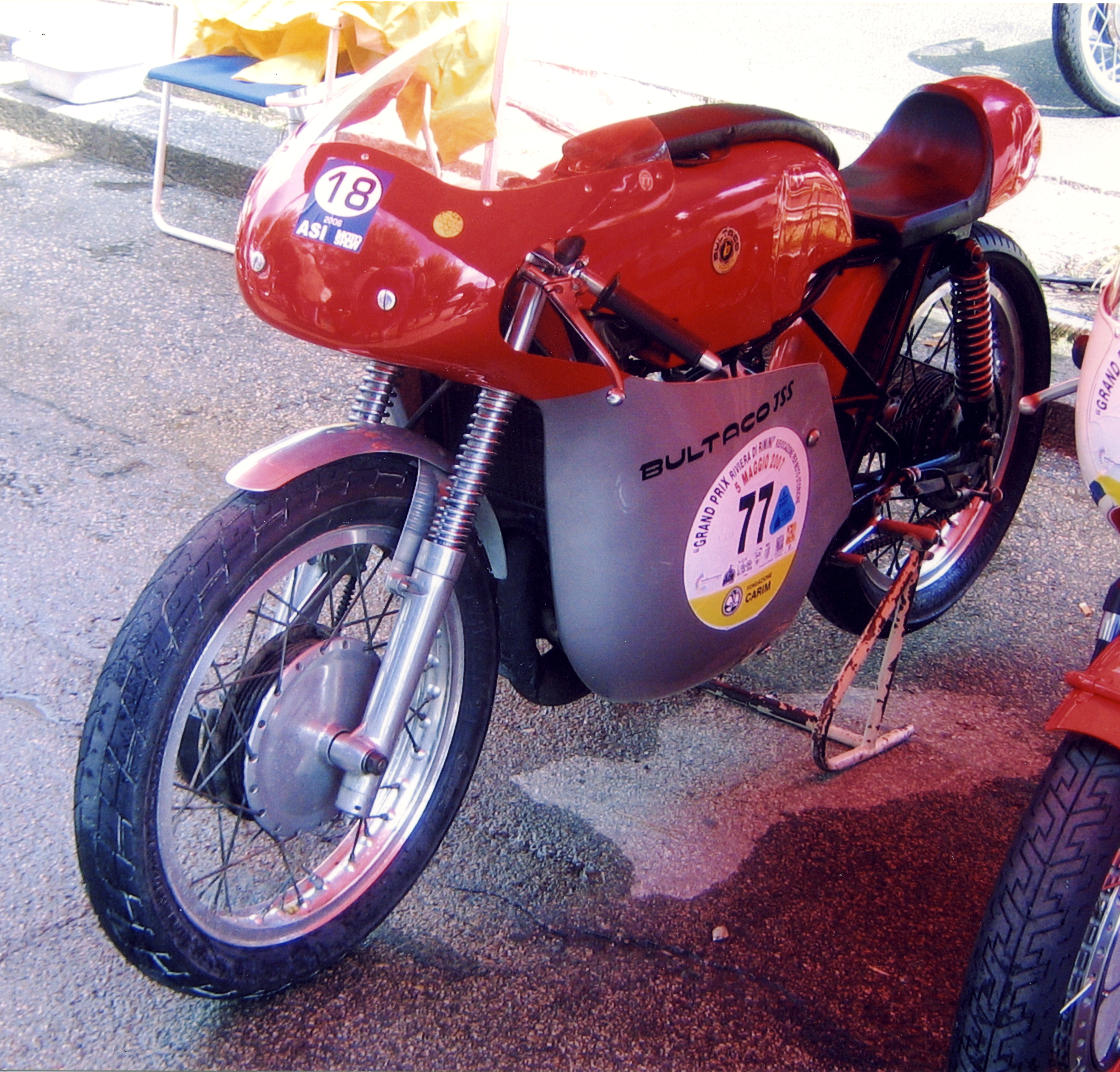
Una TSS Agua, nome che identificava le TSS equipaggiate con motore raffreddato a liquido, impiegate dalla stagione 1965

Il mondiale 1965 vide il debutto delle nuove TSS 125 e 250 raffreddate a liquido, che vennero rinominate TSS Agua.  Nella classe 250 i migliori risultati furono raccolti da Ramón Torras, che ottenne un 2º posto al Gran Premio di Spagna e un 3º posto al Gran Premio di Germania. Sempre in Germania Torras ottenne il 3º posto nella 125, miglior risultato della stagione in quella classe. Un altro 3º posto, sempre con la TSS 250, fu ottenuto dall'australiano Barry Smith al Gran Premio di Francia. Nel frattempo, la Bultaco passo dall'alimentazione a carburatori all'iniezione elettronica della Femsa. La nuova TSS 125 ad iniezione raggiungeva i 27 bhp (27,4 CV) a 11.000 giri/min, mentre la 250 i 38 bhp (38,5 CV) a 9.500 giri/min. La lubrificazione era rimasta la medesima della versione precedente, e questo poneva dei limiti soprattutto alla 250, che avrebbe potuto raggiungere i 9.800 giri/min ma che invece era limitata per motivi di sicurezza.
La stagione 1966 vide la prima vittoria della TSS, conseguita nella classe 250 dal neozelandese Ginger Molloy al Gran Premio dell'Ulster. Lo stesso Gran Premio vide anche il debutto della TSS 350, equipaggiata con un 252 cm³, che col nordirlandese Tommy Robb ottenne un 3º posto, subito dietro a Mike Hailwood e Giacomo Agostini.
Nella classe 250 il miglior risultato in classifica generale fu colto dell'australiano Jack Findlay, che giungendo quattro volte 4° e una volta 5° riuscì ad ottenere il 7º posto finale nel mondiale. Nella classe 125 l'unico risultato di rilievo fu il 6º posto di José Medrano al Gran Premio di Spagna.
Nella stagione successiva Ginger Molloy giunse settimo assoluto nella classe 250, mentre il miglior risultato fu il terzo posto di Medrano al Gran Premio di Spagna. In 125 il miglior risultato lo colse l'australiano Kevin Cass, giugnendo 5° al Gran Premio dell'Ulster. Nel 1968 sia la TSS 125 che la 250 subirono un aumento di potenza, passando rispettivamente a 29 bhp (29,4 CV) a 11.500 giri/min e a 38,8 bhp (39,3 CV) a 9.500 giri/min. Fu adottato un telaio completamente inedito, più piccolo e leggero del precedente, oltre a serbatoio e carenatura in fibra di vetro di nuovo disegno.
Nel motomondiale 1968 il miglior posto in classifica generale fu conquistato da Molloy, che ottenne un 5º posto finale, dopo un ottimo inizio di stagione che lo vide conquistare il 2º posto al Gran Premio di Germania e il 3° al Gran Premio di Spagna. Davanti a lui in classifica generale arrivò il britannico Rodney Gould, che corse parte della stagione con una TSS e parte con una Yamaha. Sempre Molloy giunse 3º assoluto nella classe 125, conquistando il 2º posto sia in Spagna sia in Olanda. Il Gran Premio di Spagna vide anche la seconda ed ultima vittoria di una TSS, ottenuta dallo spagnolo Salvador Cañellas. In Olanda apparve anche una TSS 125 modificata con ammissione a disco rotante. Tale modifica sperimentale fu realizzata privatamente, Kevin Cass, che la portò in gara in quell'unica occasione. Il 1968 vide anche il ritorno della TSS 350, che abbandonava l'originale unità da 252 cm³ in favore di un nuovo motore derivato dal 360 cm³ che equipaggiava le Bultaco da fuoristrada, con l'alesaggio diminuito opportunamente a 83,2 mm e la corsa lasciata invariata a 64 mm. Il motore erogava così 47,5 bhp (48,1 CV) a 8.500 giri/min.
La nuova TSS 350 ottenne i migliori risultati con Molloy alla guida. Il neozelandese, 5º in classifica generale a fine stagione, ottenne come miglior piazzamento un 2º posto in Olanda. Nello stesso anno fu sperimentato un nuovo motore 350, con camera di combustione ovale e dotata di doppia candela.
La stagione 1969 vide la schiacciante superiorità delle nuove Yamaha, la TR2 nella 350 e la TD2 nella 250. Gli unici risultati di rilievo furono colti da Molloy nella 350, con un 4º posto al Gran Premio di Spagna, mentre nessuna 250 riuscì ad andare a punti.
La produzione della TSS cessò a fine 1969, ad esclusione di pochi esemplari destinati al campionato spagnolo. Il nome TSS fu ripreso dalla Bultaco nel 1976, quando la Casa di Barcellona rilevò le Piovaticci 50 e 125 pilotate nella stagione precedente da Eugenio Lazzarini.